# Cantó de Chasteluç Malvalés
El cantó de Chasteluç Malvalés és un cantó francès del departament de Cruesa, situat al districte de Garait. Té 10 municipis i el cap és Chasteluç Malvalés.

## Municipis
- Beteste
- La Celete
- Chasteluç Malvalés
- Clunhac
- Genolhac
- Jalesches
- Nouziers
- Ròches
- Sent Desíer
- Tercilhac

## Història
| Data d'elecció                           | Identitat       | Partit                     | Qualitat |
| ---------------------------------------- | --------------- | -------------------------- | -------- |
| 1965-1985                                | Jean Monteiller | PS                         |          |
| 1985-                                    | Gérard Gaudin   | Divers droite, després UMP |          |
| les dades anteriors no són pas conegudes |                 |                            |          |
|                                          |                 |                            |          |

## Demografia
| 1962  | 1968  | 1975  | 1982  | 1990  | 1999  | 2006  |
| ----- | ----- | ----- | ----- | ----- | ----- | ----- |
| 5.265 | 5.728 | 5.065 | 4.580 | 4.169 | 3.844 | 3.768 |